# Erupció de l'Hunga Tonga del 2022
L'erupció de Hunga Tonga de 2022 va ser una erupció volcànica important que es va produir entre el 14 i el 15 de gener de 2022 a l'illa volcànica Hunga Tonga a l'arxipèlag de Tonga de l'Oceà Pacífic.
El centre del volcà submarí s'ensorrà, expulsant una gran quantitat de magma que reacciona violentament amb l'aigua, alimentant diverses explosions grans i centenars d'explosions molt més petites. La fase paroxística de l'erupció de tipus pliniana i surtseyana va impulsar un núvol de cendres i elements volàtils a l'estratosfera. La seva ona de xoc es propagaria a l'atmosfera, i es va poder registrar a gran part del món. Els científics diuen que l'erupció va produir la columna eruptiva més alta mai registrada amb instruments moderns, a 57 km d'alçada.
A conseqüència de l'erupció es produí una onada de tsunami a tot l'oceà Pacífic, que va afectar les costes de les illes d'aquest país i de Fiji, i amb alertes de tsunami a Amèrica Central, Austràlia, Xile, Equador, la costa Oest dels Estats Units, Japó, la península de Baixa Califòrnia a Mèxic, Nova Zelanda, Perú, les illes Kurils a Rússia i Samoa. L'alerta de tsunami a Tonga, hores abans, va produir una evacuació massiva dels habitants cap a les zones més elevades del territori, que va evitar així majors pèrdues humanes.
L'esdeveniment és la major erupció volcànica del segle XXI des de l'erupció al volcà Pinatubo del 1991. La NASA va determinar que l'erupció equivaldria a "centenars de vegades més poderosa" que la bomba atòmica llançada sobre Hiroshima. L'erupció va ser l'explosió més gran registrada a l'atmosfera per instrumentació moderna, molt més gran que qualsevol esdeveniment volcànic o prova de bomba nuclear del segle xx. En els darrers segles, només l'Erupció del Krakatau de 1883 va rivalitzar amb la pertorbació atmosfèrica que conseqüentment es va produir.

## Activitat volcànica

### Desembre 2021

Ona de xoc de l'erupció d'Hunga Tonga capturada per GOES-17 i mostrada mitjançant el vapor d'aigua de nivell mitjà

Després que el volcà estigués inactiu des del 2014, l'Hunga Tonga va entrar en erupció el 20 de desembre del 2021, enviant partícules a l'estratosfera, acompanyades d'una gran columna de cendra que era visible des de Nukualofa, la capital de Tonga, a uns 70 quilòmetres del volcà. El Volcanic Ash Advisory Center (VAAC) a Wellington, Nova Zelanda, va emetre un avís a les aerolínies. Es van sentir les explosions fins a 170 quilòmetres de distància. Aquesta erupció inicial va acabar a les 02.00 hores del 21 de desembre. L'activitat volcànica va continuar i, el 25 de desembre, l'illa havia augmentat de mida a les imatges de satèl·lit. A mesura que va disminuir l'activitat a l'illa, es va declarar inactiva l'11 de gener del 2022.
Els dies 22 i 23 de desembre de 2021,columnes de fum d'entre 8 i 14 quilòmetres d'alçada que contenien diòxid de sofre van derivar cap al nord-est i es van estendre pels grups d'illes Niuatoputapu, Haʻapai i Vavaʻu. El 23 de desembre de 2021, una tripulació de l'Armada de Tonga va registrar erupcions surtseyanes, amb fumaroles de vapor, i es van,poder registrar les primeres imatges terrestres de l'erupció.
Entre el 24 i el 27 de desembre de 2021, les emissions de vapor i gas van assolir alçades de 10,3 a 12,2 quilòmetres. Les fumaroles de cendra van assolir alçades de només 3 km, dipositant cendres només adjacents al volcà. El 25 de desembre de 2021, les imatges per satèl·lit van revelar que l'illa havia augmentat de mida de 300 a 600 metres al seu costat est. Entre el 29 i el 30 de desembre de 2021, es van produir diversos augments de l'activitat volcànica, alguns dels quals van ser presenciats per passatgers en un petit vaixell de South Seas Charters. Les fumaroles de l'erupció durant la segona meitat de desembre de 2021 van interrompre els viatges aeris a Tonga diverses vegades.

### Gener 2022

Observació de 4 hores de l'erupció del Gener de 2022 al pacífic sud a través del satèl·lit GOES-17

A mesura que l'activitat a l'illa va disminuir, els Serveis Geològics de Tonga la van declarar inactiva l'11 de gener de 2022. Una gran erupció va començar el 14 de gener de 2022 a les 04:20 hora local (15:20 UTC, 13 de gener), enviant núvols de cendra de 20 km a l'atmosfera. El govern de Tonga va emetre un avís de tsunami als residents i es van observar onades de 30 cm a Nuku'alofa. Més tard a la tarda, els geòlegs de Tonga a prop del volcà van observar explosions i una columna de cendra de 5 quilòmetres d'amplada entre les 17:00 i les 18:30 hora local. Una erupció pliniana molt més gran va començar l'endemà (15 de gener de 2022) a les 17:14 hora local (04:14:45 UTC, 15 de gener). La columna d'erupció d'aquesta erupció va pujar 58 km cap a la mesosfera. El VAAC va tornar a emetre un avís d'assessorament a les companyies aèries. Les cendres de l'erupció van tocar terra a l'illa principal de Tongatapu, esborrant el sol. Es van sentir fortes explosions a 65 km de distància a Nukuʻalofa, i petites pedres i cendres van ploure del cel. Molts residents a Tonga es van quedar atrapats en el trànsit mentre intentaven fugir a un terrenys més alts.
L'explosió es va sentir a Samoa, a uns 840 km de distància abans que el so viatgés a països més llunyans. Els residents a Fiji, a més de 700 km de distància, van descriure els sons del tron, mentre que el "xoc" de l'erupció també es va informar a Niue i Vanuatu. Els residents del sud-oest de Niue, al voltant d'Alofi i Avatele, van informar de tremolors en edificis. El Servei Geològic dels Estats Units va estimar l'erupció en una magnitud d'ona superficial de 5,8. L'erupció es va sentir a més de 2.000 km de distància a Nova Zelanda, on el so va arribar dues hores més tard. Al voltant de les 3:30 a.m. hora local es van escoltar una sèrie de cops a Anchorage, Alaska, a uns 9.300 km de distància del volcà, i van durar uns 30 minuts. El soroll de baixa freqüència va persistir durant aproximadament dues hores. Els impactes es van sentir tan lluny com Yukon al Canadà, a 9.700 km de distància.
L'explosió volcànica va provocar que les ones de xoc atmosfèriques es propaguessin per tot el món. Els satèl·lits van capturar visualment aquestes ones que es propagaven per l'oceà Pacífic i una columna eruptiva molt àmplia. L'ona de pressió va ser mesurada per estacions meteorològiques en molts llocs, com Nova Zelanda amb una amplitud màxima d'uns 7 hPa (hectopascals), i Austràlia fins a 6,9 hPa a l'illa de Lord Howe i 3,3 hPa a Perth. Fins i tot a Europa, es va mesurar una fluctuació de pressió de 2,5 hPa a Suïssa, i de poc més de 2 hPa quan va arribar al Regne Unit. Es va informar que les ones de xoc havien donat la volta a la Terra fins a quatre vegades al Japó i Utah, i almenys dues vegades al Blue Hill Meteorological Observatory a Massachusetts. L'ona de xoc de pressió també es va observar a Chennai, Índia, que es troba a 12.000 km del lloc de l'erupció.
Durant la fase d'erupció es va registrar una intensa tormenta volcànica. El Vaisala Global Lightning Dataset GLD360 va detectar llamps en forma d'ones de ràdio. El sistema va registrar milers de llamps durant les dues setmanes prèvies a l'erupció. Del 14 al 15 de gener de 2022, es van produir desenes de milers de llamps. Entre les 05:00 i les 06:00 UTC del 15 de gener de 2022, es van registrar 200.000 flaixos.
Observacions preliminars van mostrar que la columna d'erupció va expulsar una gran quantitat de material volcànic a l'estratosfera, fet que va fer especular que provocaria un efecte hivernacle temporal del clima. Càlculs posteriors van mostrar que va injectar unes 400.000 tones de diòxid de sofre a l'estratosfera i era poc probable que tingués cap efecte de refredament global. Malgrat això, l'erupció va tenir un efecte de refredament a l'hemisferi sud, provocant un lleuger refredament dels hiverns i unes postes de sol espectaculars. Les persones que viuen a l'hemisferi sud van experimentar postes de sol morades durant uns mesos després de l'erupció. S'esperava que un efecte de refredament de 0,1-0,5 °C durés fins a la primavera (setembre-novembre) de 2022. L'erupció es va descriure com un esdeveniment d'un cop cada mil anys per a la caldera del Hunga.
El satèl·lit Aura de la NASA va detectar l'erupció mitjançant la seva sonda de microones que mesura l'ozó, el vapor d'aigua i altres gasos atmosfèrics, i pot penetrar obstacles com els núvols de cendra. L'explosió submarina també va enviar 146 milions de tones d'aigua des de l'oceà Pacífic Sud a l'estratosfera. La quantitat de vapor d'aigua expulsat era el 10 per cent de l'estoc típic de l'estratosfera. que va ser suficient per escalfar temporalment la superfície de la Terra. Aquest vapor podria romandre durant 5-10 anys.

## Tsunami
Els tsunamis són causats freqüentment per terratrèmols, mentre que els causats per erupcions volcàniques es produeixen rarament. Es van registrar menys de 100 tsunamis volcànics en els dos segles anteriors. Segons un funcionari de GNS Science, la presumpta causa del tsunami va ser una erupció submarina que va destruir part de l'illa el 14 de gener. Això va permetre que l'aigua de mar omplis la sortida volcànica, provocant una altra explosió submarina l'endemà. L'explosió va ser tan gran que va penetrar a través de l'aigua de mar i va provocar el tsunami.
Les ones atmosfèriques provocades per l'explosió es van acoblar a l'oceà, generant tsunamis addicionals a grans distàncies del volcà; Els tsunamis volcànics normalment no arriben lluny de l'edifici. Els models de previsió de tsunamis i els sistemes d'alerta que estaven destinats a funcionar per als tsunamis generats pel terratrèmol no van tenir en compte els efectes de les ones de xoc sobre el tsunami a mesura que s'irradiava cap a l'exterior. Les ones de xoc de l'erupció van provocar ones anormalment altes a les costes del Perú i el Japó. Les onades del tsunami també van colpejar les costes abans del que s'havia previst.

### Oceania

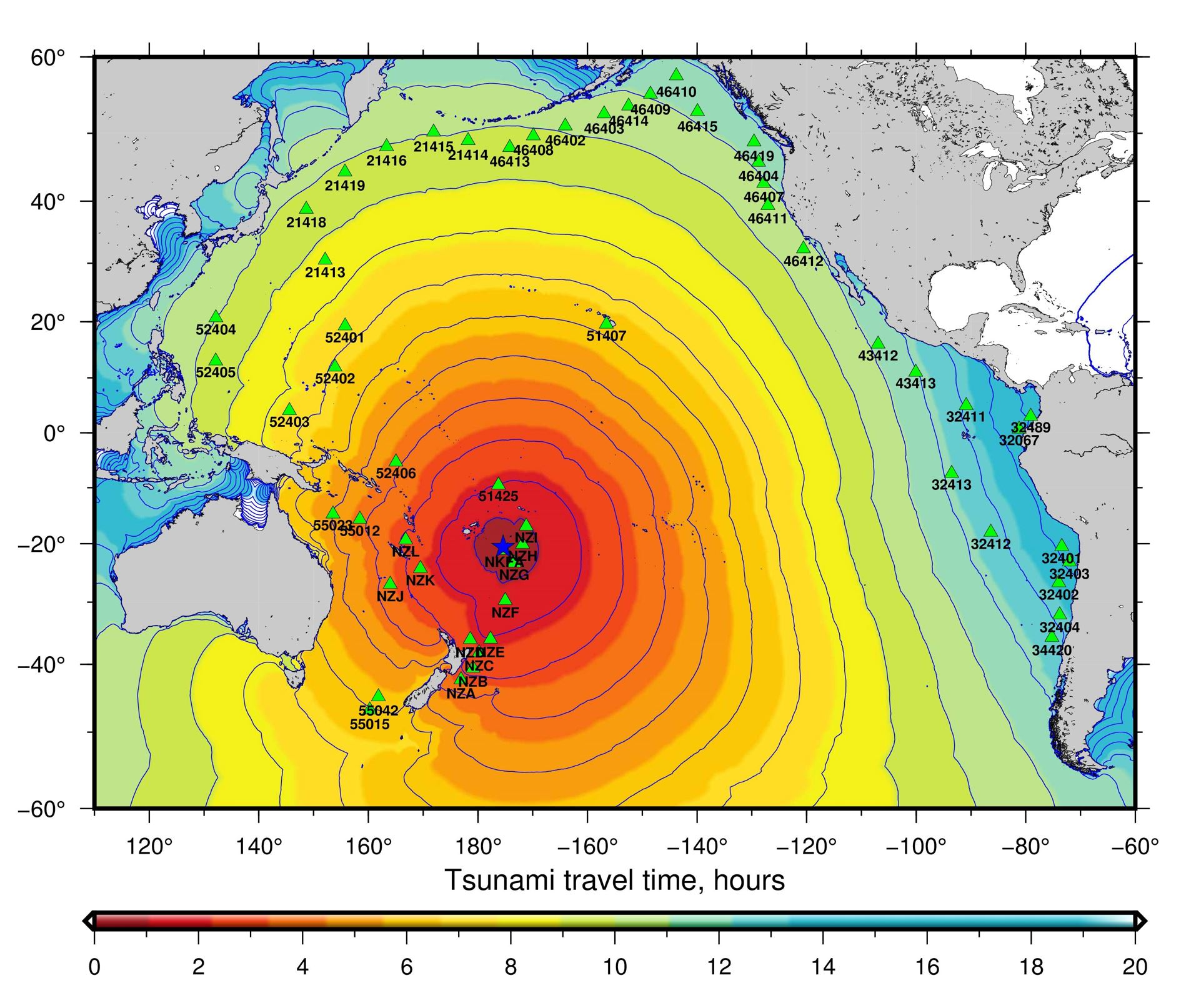
Mapa del temps d'evolució del tsunami de l'erupció i el tsunami d'Hunga Tonga de 2022, 15 de gener de 2022

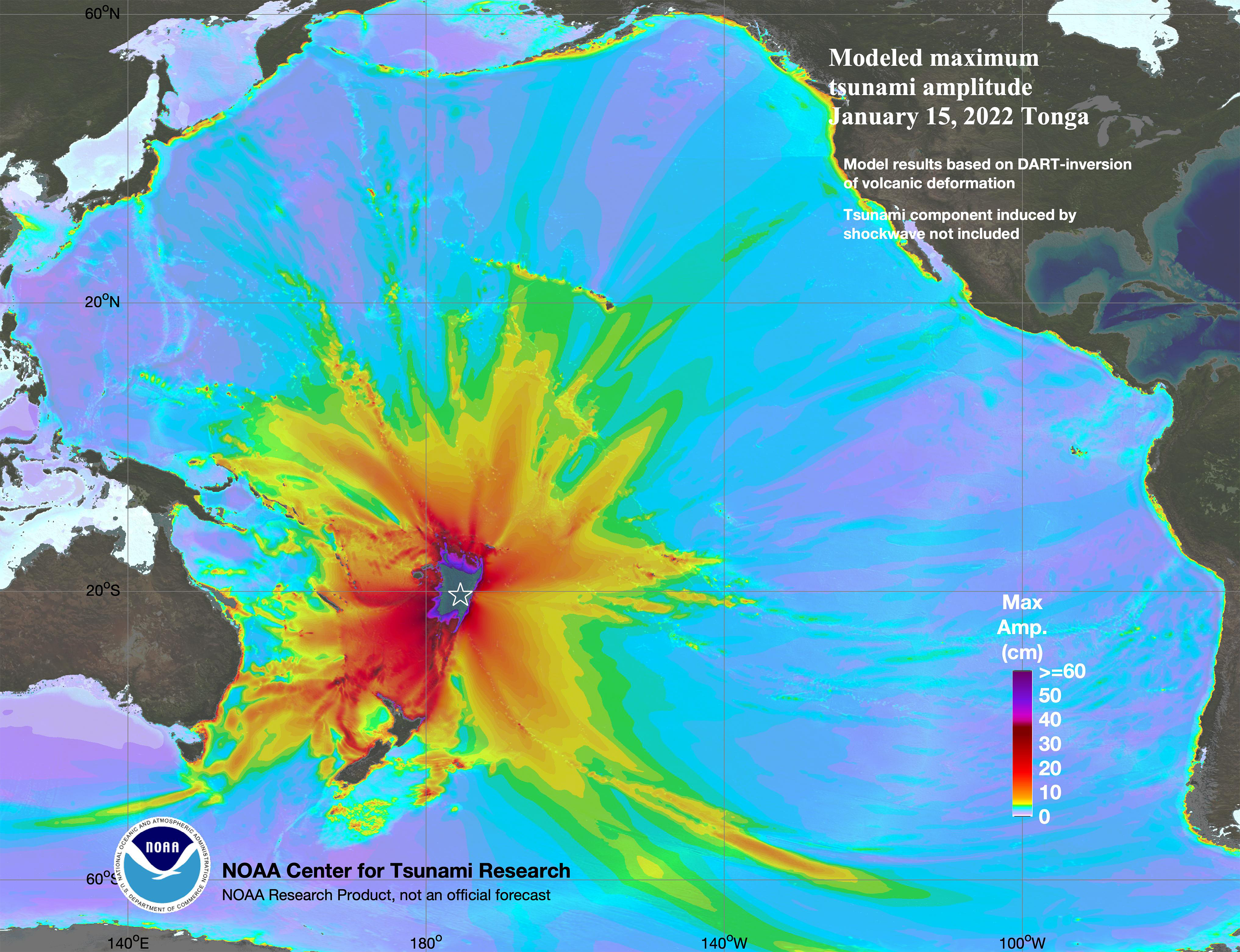
Mapa energètic del tsunami de la NOAA a Hunga Tonga

Com a resultat de l'erupció, un tsunami d'1,2 m va colpejar la capital de Tonga, Nukuʻalofa. Els mareògrafs de la ciutat van registrar onades d'1,5 a 2 m d'alçada. Els vídeos publicats a Internet mostraven una sèrie d'ones colpejant la costa i les cases, escombrant les runes. Altres vídeos mostren la caiguda de cendra i un núvol de cendra enfosquint el sol. Segons un resident a la capital de Tonga, es van sentir una sèrie d'explosions inicials més petites. Va ser seguit per un tsunami aproximadament 15 minuts després.
El govern de Tongata, el 18 de gener de 2022, va confirmar que onades de fins a 15 m van colpejar la costa oest de les illes Tongatapu, ʻEua i Haʻapai. Una onada de 18 m va colpejar Kanokupolu, a Tongatapu. Al llarg de la costa més escarpada de la península d'Hihifo, la distància d'inundació era generalment inferior a 0,2 km, però superava 1 km en llocs on les onades van escombrar tota la regió. Onades de 10 a 15 m, van escombrar la costa sud-oest de Tongatapu i al llarg de la costa est, van fer més de 6 m.
Es van registrar onades de 10 m a illes a més de 85 km de distància. A ʻEua, una enquesta de la seva costa oest va trobar rastres d'ones de tsunami de 4-8 m amb un ascens màxim de 18 m. A Nomuka Iki, les onades amb ascensos superiors als 20 m van despullar la vegetació de la selva baixa i van provocar una gran erosió. L'illa propera al nord, Nomuka, onades de més de 8 m van colpejar un poble. Les imatges de satèl·lit, els models digitals d'elevació i el radar d'obertura sintètica suggereixen ascensos de tsunami de 45 m a la costa sud de Tofua. Les pertorbacions a la costa van incloure esllavissades de terra, ventalls i cons de dejecció, i arbres transportats a elevacions de 30 m a 70 m sobre el nivell del mar.
A Fiji, un mareòmetre de Suva va registrar una onada de 20 cm a les 17:40 hora local. També es va informar d'alguna activitat de tsunami a les illes Lau. Les illes de Moce, Moala, Kadavu i Taveuni van ser colpejades per tsunamis de baix nivell que van provocar inundacions.
A Samoa Americana, un tsunami de 61 cm va ser registrat pels mareògrafs. Niue, on els residents van evacuar les zones costaneres, no va informar cap tsunami, malgrat els tremolors i la proximitat de l'illa a Tonga.
Es van observar ones de tsunami d'1 a 2,5 m a diverses illes de Vanuatu. El Departament de Meteorologia i Georiscos de Vanuatu va dir que s'esperava que l'activitat del tsunami persistís durant la nit del 15 de gener de 2022. Onades de fins a 0,8 m d'alçada es van registrar a Hanalei, Hawaii.
La combinació del cicló Cody i el tsunami va causar danys importants en un port esportiu de Tutukaka a Nova Zelanda. Les onades van allunyar les embarcacions dels seus amarradors, n'han portat algunes a la badia i n'han aixafat algunes, a més de danyar les estructures del port esportiu. Entre vuit i deu vaixells van ser completament enfonsats, amb un dany total de 5,93 milions de dòlars. Segons l'Hauraki Gulf Weather, el tsunami es va produir el 16 de gener de 2022 entre les 01:05 i les 01:10 hora local a l'illa de la Gran Barrera amb una alçada d'1,33 m.
A Austràlia, l'Oficina de Meteorologia va dir que es van observar onades de tsunami durant la nit de dissabte a les costes de la costa est d'Austràlia. Les ones màximes de tsunami d'1,27 m es van registrar a l'illa Norfolk, 1,10 m a l'illa Lord Howe, 0,82 m a la Gold Coast, Queensland, 0,77 m a Twofold Bay, Nova Gal·les del Sud, i 0,50 m a Hobart, Tasmània.

### Asia
A Kominato, Amami, Kagoshima, Japó, es va informar d'un tsunami d'1,2 m a les 23:55 del 15 de gener JST. A Tosashimizu, Kōchi, el tsunami va fer 0,9 m d'alçada. També es va informar d'un tsunami de 0,9 m a Chichijima Futami. A la costa de Tohoku, una onada de 0,7 m va colpejar a les 00:38 hora local, el 16 de gener de 2022. Al port de Sendai, el tsunami va mesurar 0,9 m a les 00:08. A la prefectura d'Iwate, es va registrar un tsunami d'1,1 m a les 02:26 del 16 de gener. El tsunami més alt es va registrar amb 1,34 m a Amami Ōshima, Okinawa. Es van registrar onades de tsunami de menys d'un metre al llarg de la costa del Pacífic d'Hokkaido. La JMA va dir que el tsunami va afectar 2,5 hores abans del previst. Es van observar petites onades de tsunami a la costa de Taiwan. Les altures del tsunami van ser: 0,4 m al llac Houbi al comtat de Pingtung, seguit de 0,38 m.
A l'illa Orchid, comtat de Taitung, 0,36 m al comtat de Yilan, 0,31 m a Su'ao i 0,29 m al comarca de Hualien. També es van observar onades a Chenggong amb una alçada de 0,25 m i a Kaohsiung de 0,24 m.
A l'illa de Jeju, Corea del Sud, hi va haver fluctuacions de fins a 15–20 cm en el nivell del mar.
A les illes Kurils de Rússia, a l'extrem est del país, hi van tenir onades de tsunami d'uns 20 cm. Almenys dos ports van ser advertits.

### Amèrica del Nord
Les onades de tsunami més altes als Estats Units van ser d'1,3 m a Port San Luis al comtat de San Luis Obispo (sud de Califòrnia) i 1,1 m tant a Arena Cove com a Crescent City (nord de Califòrnia). Onades importants van colpejar el port de Santa Cruz, i el seu aparcament es va inundar amb uns 0,91 m d'aigua, mentre que Soquel Creek a la ciutat veïna de Capitola fluïa cap enrere. Es va cancel·lar una competició de surf. Es van informar de forts corrents a Half Moon Bay, mentre que petites onades es van observar a Seal Beach. Onades de fins a 0,37 m d'alçada es van registrar a Nikolski, Alaska.
Hi va haver una marea inusualment alta al llarg de les costes de la Colúmbia Britànica i l'illa de Vancouver. A les 11:55 hora local, el Centre d'Alerta de Tsunami del Pacífic (PTWC) va dir que els nivells de marea van pujar 29 cm a Winter Harbour. Els troncs grans eren empès per les marees altes i es dipositaven a les platges.
El tsunami es va detectar per primera vegada al llarg de la costa de Mèxic el 15 de gener a les 12:35 pels mareògrafs a Michoacán. A les costes de Guerrero, Oaxaca i la Península de la Baixa Califòrnia, es va registrar un augment del nivell del mar amb onades de 30 cm a 61 cm Es va mesurar un nivell de marea de 2,05 m a Manzanillo, Colima, segons el Servei Mareogràfic de l'Institut de Geofísica de la Universitat Nacional Autònoma de Mèxic. El tsunami va tenir una amplitud d'1,19 m a Zihuatanejo. Onades de poc menys d'1 m es van registrar a Acapulco, Huatulco i Salina Cruz. L'activitat del tsunami al llarg de la costa del Pacífic va persistir fins al 20 de gener. El tsunami va mesurar més de 2 m a Ensenada, Baixa Califòrnia. Es van registrar alteracions del nivell del mar a la costa del golf de Mèxic i al mar Carib. La rissaga provocada per ones de xoc tenia una alçada màxima d'ona de 0,377 m.
Tsunamis menors es van mesurar tan lluny com el mar Carib i Texas, amb l'Administració Nacional dels Oceans i de l'Atmosfera informant d'un augment màxim de 12 cm a l'Illa de Mona a Puerto Rico a les 16:11 UTC.Aquests poden haver estat meteoro-tsunamis relacionats amb lleugers canvis de pressió atmosfèrica.

### Sudamerica
Al Perú, dues persones van morir a Lambayeque, on el tsunami va mesurar 2 m. Onades de 0,68 m es van registrar al port de Callao, 0,72 m al districte de Marcona i 0,65 m a Paita.
Es van mesurar importants pertorbacions del nivell del mar a la costa de La Libertad, Esmeraldas i Manta de l'Equador. A les 02:33 hora local, es va mesurar un augment de 50 cm del nivell del mar al continent. També hi va haver canvis en el nivell del mar a les illes Galápagos. Les pertorbacions del nivell del mar a la costa de la nació van persistir durant gairebé una hora.
Al nord de Xile, onades de fins a 2 m van colpejar la costa. Vídeos i imatges a les xarxes socials de la regió de Los Ríos mostraven que el tsunami va danyar els molls, transportant vaixells i colpejant platges. Un tsunami d'1,74 m es va mesurar a Chañaral.

## Estudis científcs

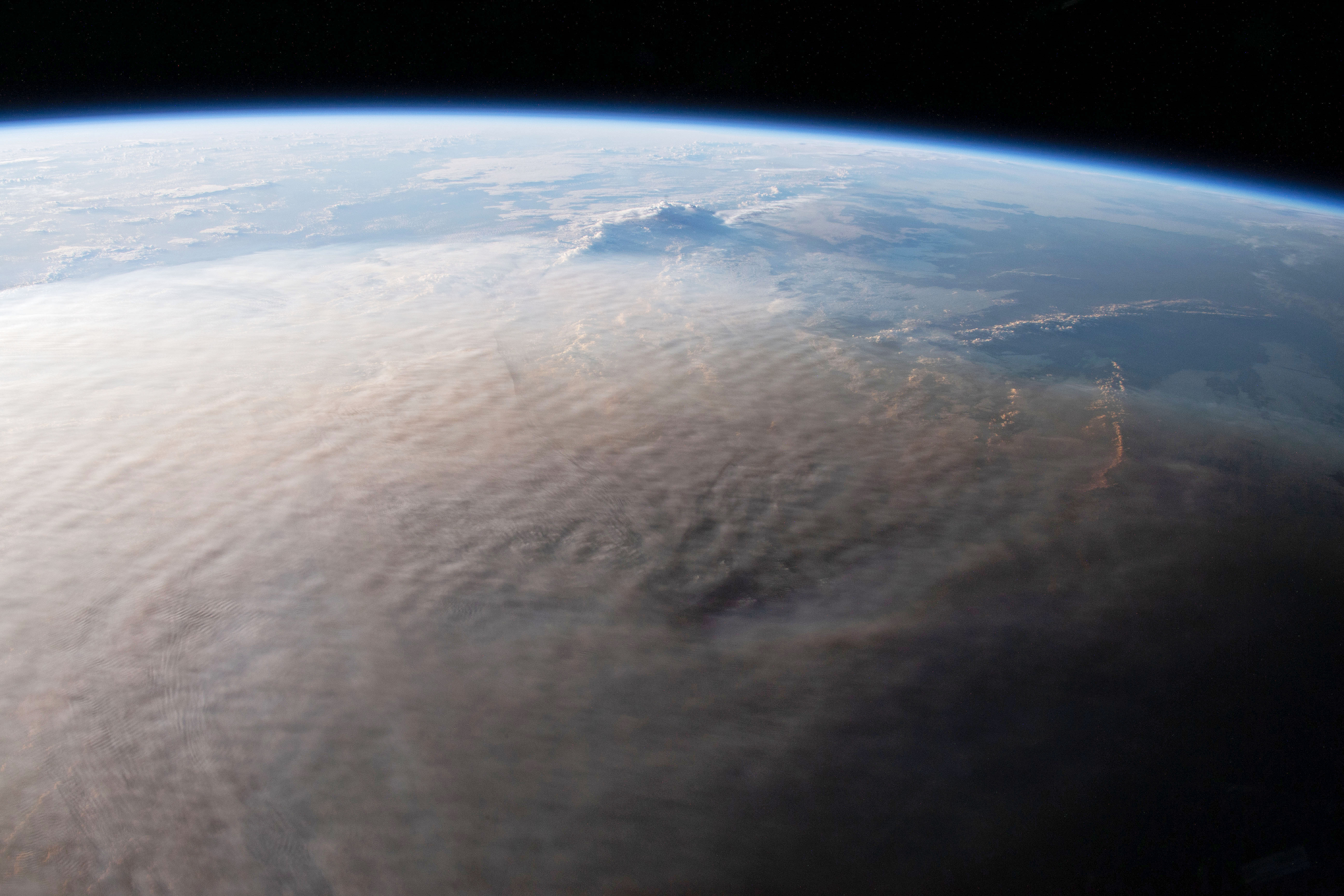
Imatge la Estació Espaial International del núvol de fum escampant a gran alçada

Segons un article de març de 2022 a la revista Earthquake Research Advances (ERA), la fumraola d'Hunga Tonga va assolir una alçada màxima de 58 quilòmetres a l'atmosfera i alçades sostingudes superiors a 30 quilòmetres. L'esdeveniment explosiu inicial va ser possiblement més poderós que l'erupció de Hatepe, tot i que Hatepe va expulsar més de deu vegades el volum de material en una erupció més llarga. Hunga Tonga va entrar en erupció en un període de 12 hores, alliberant 1,9 km3 (cúbics) d'ejecta amb una massa estimada de 2.900 teragrams.
Tot i que l'energia de l'erupció a partir de les ones acústiques i el núvol de cendra, la seva classificació en l'Índex d'explosivitat volcànica (VEI) encara s'està debatent. El document de l'ERA diu que l'erupció es va correlacionar amb un VEI de 5-6. Un document d'investigació d'abril de 2022 dirigit per Poli i Shapiro i publicat per l'American Geophysical Union indica que l'erupció és la més gran observada mai amb instrumentació moderna i estima que el seu VEI és d'aproximadament 6. Mentrestant, Vergoz i altres estimen que el rendiment de l'explosió és de 100-200 megatones de TNT i situen el VEI corresponent a 5,8. Un altre estudi de Diaz i Rigby estima que la producció energètica de l'erupció equival a 61 megatones de TNT, fent que l'esdeveniment sigui més poderós que la bomba nuclear més gran mai detonada (Bomba tsar). El programa de vulcanisme global de la Smithsonian Institution va valorar l'erupció a VEI-5, mentre que altres han qualificat l'erupció a VEI-4.
El document de l'ERA també conclou que aquesta erupció va donar lloc a la formació d'una nova caldera. El maig de 2022, els científics del National Institute of Water and Atmospheric Research (NIWA) van publicar un mapa de batimetria que indicava una gran caldera de 4 km d'amplada formada a partir de l'erupció. Les enquestes també van indicar que el sòl de la caldera es troba a 850 m sota el nivell del mar. Segons un vulcanòleg, les parets de la caldera continuen experimentant col·lapses en curs. Les enquestes del fons marí al voltant del volcà van trobar grans munts de sediments, capes de fang i cendres fins i valls de fins a 50 km del volcà. L'enquesta va indicar que s'estima que 6–7 km3 de deixalles es van afegir a un fons marí de 22.000 quilòmetres quadrats. Els científics també suggereixen que el volcà encara pot estar entrant en erupció sota l'aigua.
Un estudi de 2022 a la revista Ocean Engineering de Heidarzadeh i altres va determinar la mida del tsunami inicial causat per l'erupció. L'estudi va analitzar dades de 22 mareògrafs, vuit estacions del Deep-ocean Assessment and Reporting of Tsunamis (DART), vuit sèries temporals de pressió atmosfèrica, anàlisi espectral i simulació per ordinador. Es va concloure que l'erupció va desplaçar 6,6 km3 d'aigua de mar, 90 m d'amplitud, amb una longitud de 12 quilòmetres. El desplaçament va generar una sèrie d'ones a l'atmosfera, incloses ones lamb a la troposfera i ones de gravetat a les capes més altes de l'atmosfera, que es van propagar per tot el món a velocitats properes a la velocitat del so.
A mitjans de maig de 2024, l'oceàgrafa de la Universitat de Rhode Island, Roxanne Beinart, va publicar un estudi a la revista Nature Communications Earth and Environment que va concloure que l'erupció va cobrir el fons oceànic circumdant amb cendres durant diversos mesos, delmant la fauna marina local. Beinart havia dirigit un creuer de recerca al Pacífic Sud l'abril de 2022 per investigar la biologia submarina que viu al voltant de les aigües termals de les aigües profundes de la regió. Va trobar que el lloc prop del volcà estava cobert de cendres, fins i tot a una profunditat de 2,4 quilòmetres sota l'aigua.

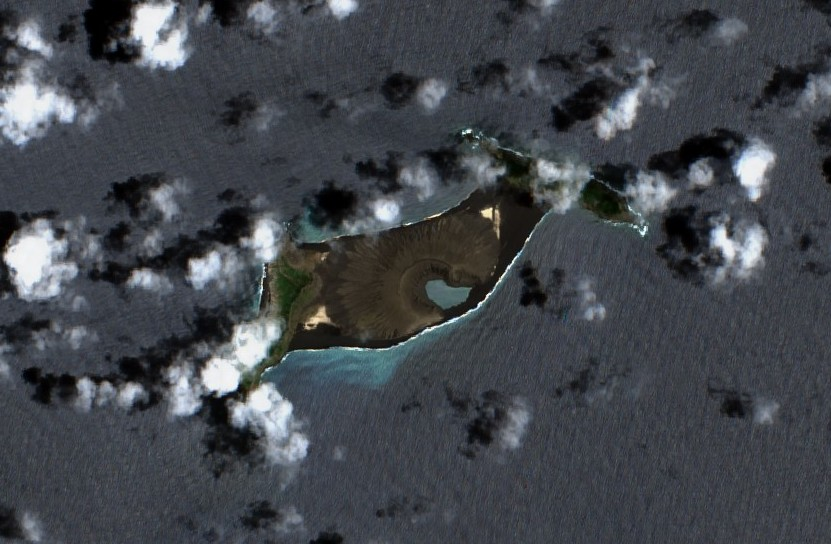
Hunga Tonga a Desembre 2021
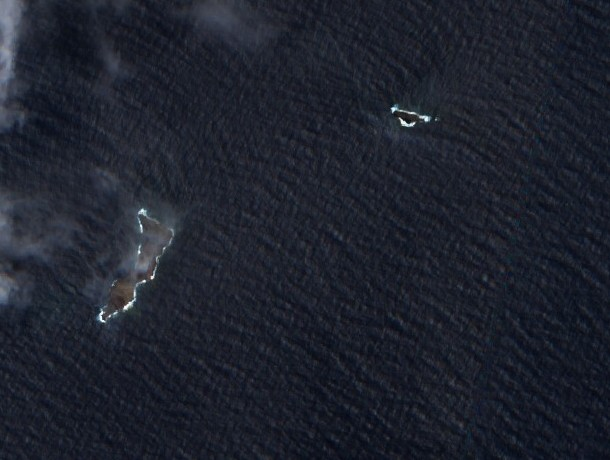
Hunga Tonga a Febrer 2022, després de l'erupció

## Conseqüències
La caldera volcànica, de 4 km d'amplada, es va enfonsat notablement, evolucionant des de menys de 200 m sota el nivell del mar fins a més de 850 m. Aproximadament 6,5 km3 de roca, l'equivalent a una bola d'aproximadament 1,8 km de diàmetre, es van llançar cap al cel.
L'explosió del volcà submarí va destruir el 90% de l'illa deshabitada d'Hunga Tonga i va formar un columna de cendres de la meitat de la mida de França. També va generar una ona de xoc atmosfèrica que va donar la volta a la Terra diverses vegades i les ones sísmiques registrades per totes les estacions de vigilància es van estendre per la superfície del globus.35,36. Les ones de xai, que es propaguen per la superfície terrestre, van assolir una velocitat de 320 m/s, comparable a la de les ones generades per l'erupció de Krakatoa el 1883.
L'abast dels danys i les víctimes a Tonga encara no és clar el 15 de gener a causa de problemes de comunicacions. La primera ministra neozelandesa, Jacinda Ardern, diu que a causa dels talls elèctrics, un cable submarí que dóna servei a Tonga es va veure afectat i que les autoritats van intentat de manera urgent restablir les comunicacions. Sky News informava de imatges de vídeo que mostren onades colpejant zones costaneres de Tonga. Es van enviar missions de rescat a Atatā, una petita illa davant de la costa de la capital que es creia que estava parcialment submergida. Consten informes de residents de Tonga amb dificultats respiratòries a causa de les cendres. Fins al 16 de gener de 2022, el govern de Tonga no havia confirmat cap víctima relacionada amb l'erupció o el tsunami.

### Impacte atmosfèric
L'erupció va produir una columna eruptiva alta, arribant a elevacions de 57 quilòmetres i així arribar a la mesosfera. Aquesta és la columna més alta coneguda de la història. La columna va desenvolupar múltiples núvols semblants a "paraigua", un de més alt a l'estratosfera i un altre més baix a uns 17 km d'elevació, i va generar un resplendor de raigs gamma terrestre. La columna va injectar una gran quantitat d'aigua a l'estratosfera, on va alterar l'equilibri de la temperatura local i va provocar la formació de vents anòmals.
Les grans erupcions volcàniques poden injectar grans quantitats de diòxid de sofre a l'estratosfera, provocant la formació de capes d'aerosols que reflecteixen la llum solar i poden provocar un refredament del clima. En canvi, durant l'erupció d'Hunga Tonga-Hunga Haʻapai aquest sofre va ser acompanyat de grans quantitats de vapor d'aigua, que en actuar com a gas d'efecte hivernacle va anul·lar l'efecte aerosol i va provocar un escalfament net del sistema climàtic. Un estudi va estimar un augment del 7% en la probabilitat que l'escalfament global superi els 1,5 °C en almenys un dels propers cinc anys, encara que les emissions de gasos d'efecte hivernacle i la política climàtica per mitigar-les segueixen sent el principal determinant. d'aquest risc. Un altre estudi va estimar que el vapor d'aigua romandrà a l'estratosfera fins a vuit anys i influirà en el clima hivernal en ambdós hemisferis. Estudis més recents han indicat que l'erupció va tenir un lleuger efecte de refredament.
El setembre de 2023, el forat d'ozó antàrtic va ser un dels més grans que s'ha registrat, amb 26 milions de quilòmetres quadrats. La pèrdua anormalment gran d'ozó podria haver estat el resultat de l'erupció de Hunga Tonga.

### Impacte ecològic
Al voltant del volcà, corrents de roques piroclàstiques,i torrents de cendres tòxiques i lava ardent baixaven pels vessants submergits de la caldera. Sota l'aigua, la pluja de cendra calenta va transformar temporalment el fons marí en una zona marina morta, semblant a un desert blanc, durant milers de quilòmetres quadrats des del punt de l'erupció. Segons Mackay del National Institute for Water and Atmospheric Research que va dur a terme el primer mostreig submarí per avaluar-ne les conseqüències en termes d'ecologia marina, "al fons del mar sembla que no ha sobreviscut res, encara que les mostres siguin encara s'està analitzant per determinar l'abast del dany. "Ni tan sols creiem que els bacteris hi viuen així de tòxic creiem que és el sediment".
Els resultats publicats el 2024 indiquen que 10 km3 de fons marí van ser desplaçats i que tot va ser escombrat en un radi de 20 km al voltant del lloc de l'erupció.